# Vil du se min smukke navle?
Vil du se min smukke navle? er en dansk spillefilm fra 1978, instrueret af Søren Kragh-Jacobsen. Birger Larsen og Lise-Lotte Rao spiller hovedrollerne som de unge mennesker, mens de voksnes hovedroller er besat af Henning Palner og Gertrud Mollerup. Oprindelig skrevet af den danske forfatter Hans Hansen.